# Фильм в общественном достоянии
Фильм в общественном достоянии — кинолента, которая была передана в общественное достояние её автором или срок охраны авторских прав истёк. В странах участниках Бернской конвенции применяется принцип "национального режима", когда в каждой стране к иностранным фильмам применяются те же самые подходы по расчету срока перехода в общественное достояние, что и к отечественным.

## По странам

### Россия
Согласно Гражданскому кодексу РФ, кинофильмы охраняются как объекты авторских и смежных прав. Поводом для перехода фильмов в общественное достояние является окончание срока охраны авторского права. Для фильмов, снятых до 1993 года, это 70 лет со дня создания или правомерного обнародования для юридических лиц. Для физических лиц это 70 лет, считая с 1 января года, следующего за годом смерти автора или обнародования произведения после смерти, также срок увеличивается на 4 года, если автор работал во время Великой Отечественной войны или участвовал в ней. Авторские права на киноленты начали признаваться за выпускающим их в свет кино-производственным предприятием с 1929 года. Звучали призывы передать в общественное достояние все фильмы, снятые в СССР. Однако, по мнению ректора Российской государственной академии интеллектуальной собственности Ивана Близнеца, для передачи советских фильмов в общественное достояние потребуется принять специальный закон, так как по Гражданскому кодексу РСФСР 1964 года фильм, снятый на деньги государства, является собственностью студии, которая его снимала. Также в общественном достоянии находятся фильмы младше 70 лет с момента их выпуска, если они перешли в общественное достояние в стране происхождения.

### ЕС
В странах ЕС исключительное право на фильм охраняется в течение жизни автора плюс 70 лет после его смерти. Продолжительность охраны исключительных прав на аудиовизуальное произведение рассчитывается от смерти последнего умершего человека, принимавшего участие в создании произведения: режиссёра, сценариста, продюсера. По истечении этого срока работа переходит в общественное достояние. Однако режиссёры часто передавали свои права компании-производителю, поэтому часто бывает трудно найти конечного правообладателя и выяснить, прошёл ли необходимый срок.

### США
В соответствии с Законом США о продлении срока охраны авторских прав, фильмы не будут автоматически переходить в общественное достояние до 1 января 2019 года, когда истекает срок защиты авторского права фильмов, выпущенных в 1923 году.
Другой характерный для США вопрос — влияние мирового авторского права. Соглашения Уругвайского раунда в области авторского права привели к тому, что Конгресс США возобновил защиту авторских прав на некоторые работы, которые уже перешли в общественное достояние.
В течение последних двух десятилетий в ходе изменений как внутреннего законодательства США, так и международных соглашений об авторских правах, на некоторые произведения, которые перешли в общественное достояние, в США были восстановлены авторские права. Противники подобных изменений утверждали, что авторские права на работу, однажды перешедшую в общественное достояние, не могут восстановиться. На этой почве последовало множество судебных тяжб, в итоге многие значимые работы (например, «Третий человек») в течение короткого периода несколько раз меняли свой статус.
В частности, согласно выдержке, опубликованной 3 апреля 2009 года, повторное наложение защиты авторского права не допускалось. Знаковым на тот момент было дело Голана против Гонсалеса, которое было пересмотрено как дело Голана против Холдера. В конечном итоге дело дошло до Верховного суда США, который постановил, что произведения, которые ранее свободно использовались, больше не находятся в общественном достоянии и могут использоваться только с разрешения владельца авторских прав.
Примечательно, что восстановленные, продублированные и фильмы с субтитрами сами по себе могут быть объектами авторского права, даже если другие элементы фильма находятся в общественном достоянии. Таким образом, даже если фильм датируется 1915 годом и не защищается авторским правом в США, версия 2004 года с новыми визуальными или звуковыми элементами может сама по себе защищаться авторским правом. Особые эффекты и упаковка также являются предметом охраны авторских прав.

### Япония
В Японии в 2006 году суд постановил, что все фильмы, снятые до 1953 года, находятся в общественном достоянии. Это решение было негативно воспринято японской киноиндустрией. В частности в сентябре 2007 года суд постановил, что фильмы Акиры Куросавы перейдут в общественное достояние в 2036 году. После дела Куросавы начала действовать новая схема. Таким образом, фильмы переходят в общественное достояние, если они сделаны до 1953 года и режиссёр уже более 38 лет как умер. Примерами являются ранние фильмы Кэндзи Мидзогути и Ясудзиро Одзу.

### Другие страны
Согласно законодательству Индии, авторское право на фильмы охраняется в течение 60 лет после выпуска фильма. В частности, в общественном достоянии находится фильм «Город в долине» (1946), который был удостоен награды «Золотая пальмовая ветвь».
В Иране все фильмы (и фотографии) через 30 лет после их публикации переходят в общественное достояние. Например, в общественном достоянии фильм «Корова» (1969).
В законах об авторском праве Китая закреплена норма, что фильмы переходят в общественное достояние через 50 лет после выпуска, список обновляется ежегодно 31 декабря. Например, в общественном достоянии фильм «Принцесса Железный Веер» (1941).